# Championnat d'Afrique féminin de volley-ball 1993
Navigation
Édition précédente Édition suivante
Le 6e championnat d'Afrique féminin de volley-ball s'est déroulé en 1993 au Lagos, Nigeria. Il a mis aux prises les dix meilleures équipes continentales.

## Classement final
| Place              | Équipe         |
| ------------------ | -------------- |
| Médaille d'or      | Kenya          |
| Médaille d'argent  | Égypte         |
| Médaille de bronze | Nigeria        |
| 4                  | Cameroun       |
| 5                  | Éthiopie       |
| 6                  | Tunisie        |
| 7                  | Maurice        |
| 8                  | Afrique du Sud |
| 9                  | Ghana          |
| 10                 | Botswana       |